# آندرس مارتینز تروئبا
آندرس مارتینز تروئبا (انگلیسی: Andrés Martínez Trueba؛ زاده ۱۱ فوریهٔ ۱۸۸۴ – درگذشته ۱۹ دسامبر ۱۹۵۹) شیمی‌دان، سیاستمدار، اقتصاددان، نویسنده، روزنامه‌نگار و داروساز اهل اروگوئه بود. وی از ۱ مارس ۱۹۵۱ تا ۱ مارس ۱۹۵۵ رئیس‌جمهور این کشور بود.
آندرس مارتینز تروئبا در ۱۹ دسامبر ۱۹۵۹، در سن ۷۵ سالگی درگذشت.